# Traité de Council Grove (1864)
Cet article concerne le traité signé avec les Klamaths et les Modocs en 1864. Pour le traité signé avec les Osages en 1825, voir Traité de Council Grove (1825).
Le traité de Council Grove, également connu sous le nom de traité de Klamath Lake, est un traité signé le 14 octobre 1864 entre les États-Unis et plusieurs peuples amérindiens du nord de la Californie et du sud de l'Oregon comprenant les Klamaths, les Modocs et les Yahooskins, un groupe des Païutes du nord.
Ce traité établit les limites de la réserve indienne des Klamaths, tandis que les Amérindiens cèdent aux États-Unis une partie de leurs terres ancestrales. En échange, les États-Unis s'engagent à leur verser 8 000 dollars par an pendant cinq ans, puis 5 000 dollars par an pendant encore cinq ans et enfin 3 000 dollars par an pendant cinq autres années.
La réserve étant entièrement située à l'intérieur des terres des Klamaths, ceux-ci ont signé le traité de bon gré mais la plupart des Modocs et des Yahooskins qui perdaient ainsi leurs territoires de chasse l'ont signé à contrecœur. Kintpuash, l'un des chefs des Modocs finit par retourner avec son groupe sur ses terres ancestrales, à l'extérieur de la réserve, et les efforts de l'armée américaine pour les forcer à s'installer dans la réserve ont abouti plus tard à un conflit armé connu sous le nom de guerre des Modocs.